# Süchbaataryn Batbold
Süchbaataryn Batbold (mongoliska: Сүхбаатарын Батболд), född 1963, är en mongolisk politiker och landets premiärminister sedan 2009. Han var tidigare utrikesminister i sin företrädares, Sandzjaagijn Bajars, regering.